# Bloomingdale's
Bloomingdale's Inc. is een Amerikaanse keten van luxe warenhuizen, opgericht in 1861 door Joseph en Lyman Bloomingdale. In 1930 werd het bedrijf overgenomen door Federated Department Stores, dat in 1994 de warenhuisketen Macy's overnam, waarna het zustermerken werden. In 2007 werd Federated Department Stores omgedoopt tot Macy's, Inc.
Anno 2024 had de keten in totaal 32 eigen warenhuizen in de Verenigde Staten en 3 franchisewinkels in Dubai en Koeweit. Daarnaast waren er 21 outletwinkels in de Verenigde Staten en 3 Bloomie's by Bloomingdales conceptwinkels.
Het hoofdkantoor en de vlaggenschipwinkel van de keten bevinden zich op 59th Street en Lexington Avenue in het New Yorkse stadsdeel Manhattan.

## Geschiedenis

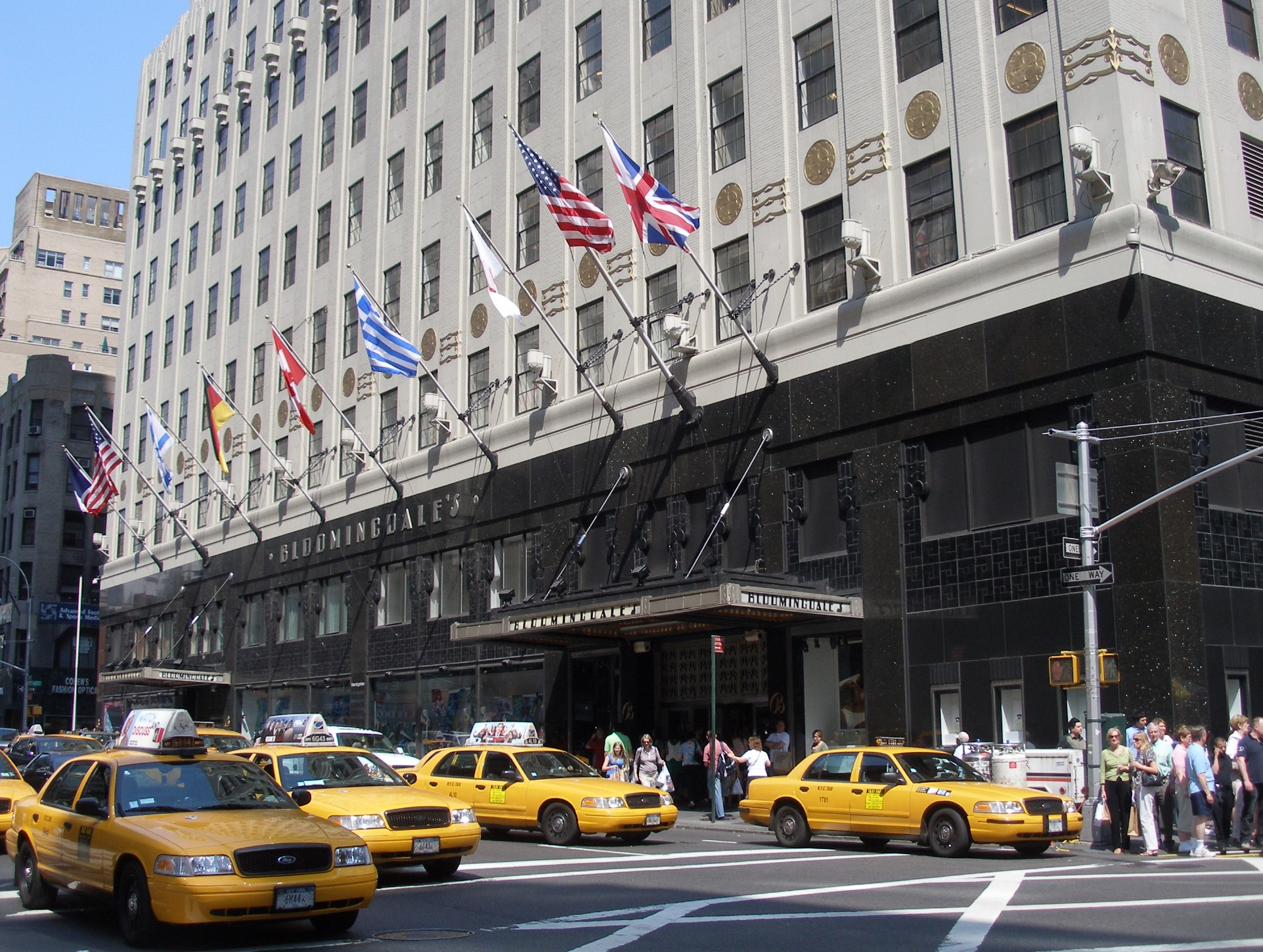
De historische vlaggenschipwinkel aan Lexington Avenue in Midtown Manhattan

### 19e eeuw

#### Oprichting (1861)
De eerste Bloomingdale's werd in 1861 in New York opgericht door de Benjamin en zijn zoon Lyman Bloomingdale  in de wijk Lower East Side. De winkel heette oorspronkelijk Bloomingdale's Hoopskirts en richtte zich aanvankelijk op de verkoop van hoepelrokken en Europese mode. Lyman en zijn broer Joseph zagen al snel kansen voor groei en uitbreiding in het dynamische winkellandschap  van die tijd en openden in 1872 een tweede vestiging: Bloomingdale's Great East Side Bazaar in Midtown Manhattan op Third Avenue 965, tussen 56th Street en 57th Street. Deze winkel verhuisde later naar drie aangrenzende gebouwen verderop in het blok, voordat het uiteindelijk verhuisde naar een gebouw op 59th Street en Third Avenue, waar de vlaggenschipwinkel zich anno 2024 nog steeds bevindt.

#### Verhuizingen en uitbreidingen (jaren 1860-1890)
In de daaropvolgende jaren vond er een aantal verhuizingen en uitbreidingen plaats bij Bloomingdale's. De broers verhuisden de winkel van de oorspronkelijke locatie naar een grotere ruimte op 59th Street en Third Avenue. Toen de zaken floreerden en er meer winkelruimte nodig was, verhuisde de winkel in 1886 opnieuw naar de iconische locatie op 59th Street en Lexington Avenue. Deze stap markeerde een keerpunt en verstevigde de positie van de winkel als een prominente winkelbestemming. 
In 1872 werd de naam van de winkel veranderd in "Bloomingdale's", een verwijzing naar de familienaam, maar ook een symbool van de bloei en groei van het bedrijf.
Joseph Bloomingdale ging in 1896 met pensioen en gaf zijn broer Lyman de volledige controle. Lymans zonen Hiram en Samuel erfden zijn aandelen toen hij in 1905 overleed.

### 20e eeuw
Aan het begin van de 20e eeuw omarmde Bloomingdale's  winkelinnovaties. De introductie van de etalage van een warenhuis aan het einde van de 19e eeuw zette een trend. De winkel werd er aantrekkelijker door en trok zo de aandacht van voorbijgangers. Deze aanpak droeg bij aan de reputatie van de winkel als vooruitstrevend modewinkel. 
In 1902 was de winkel uitgegroeid tot een winkel die 80 procent van het stadsblok besloeg, tussen 58th Street en 59th Street in het noorden en zuiden, en Third Avenue en Lexington Avenue in het oosten en westen.
Nadat de metro van New York haar deuren opende, werd de hoofdingang van de winkel in 1918 verplaatst naar de kant van Lexington Avenue om klanten te trekken van de nabijgelegen metrostation 59th Street/Lexington Avenue van de Lexington Avenue Line. Omdat de Verenigde Staten betrokken waren bij de Eerste Wereldoorlog, stelde Samuel Bloomingdale het Amerikaanse Rode Kruis gratis een hele verdieping ter beschikking tot het einde van de oorlog. In 1927, na alle resterende gedeelten van het bouwblok te hebben verworven, controleerde Bloomingdale's 100 procent van het blok, waardoor de winkel werd uitgebreid tot 7.800 m² (later werd dit bijna verviervoudigd door nieuw toegevoegde vloeroppervlakte).
Net als de meeste beursgenoteerde bedrijven kreeg Bloomingdale's te maken met ernstige financiële problemen na de beurskrach  op Black Tuesday in 1929, en het fuseerde begin 1930 met het nieuw opgerichte Federated Department Stores, waardoor het de Crisis van de jaren 1930 overleefde.

#### 1945–1960: Amerikaanse ontwerpers en mode-invloed
Na de Tweede Wereldoorlog speelde Bloomingdale's een cruciale rol in de vormgeving van de Amerikaanse naoorlogse mode. De winkel werkte actief samen met Europese ontwerpers en trends, promootte Amerikaanse ontwerpers en had invloed op modetrends en de ontwikkeling van Amerikaanse modesmaak. Deze periode markeerde een fase van voortdurende groei en invloed voor Bloomingdale's, waarmee de status van het bedrijf als vooraanstaand warenhuis werd verstevigd. In de jaren 1950 was Bloomingdale's uitgegroeid tot een gevestigde en invloedrijk warenhuis. De toewijding van de winkel om een breed en hoogwaardig assortiment te bieden en de rol die de winkel speelde bij het vormgeven van modetrends legden de basis voor de voortdurende groei en erfgoed in de decennia die volgden.

#### Eerste filialen
In 1947, gelijktijdig met de economische bloei in Amerika na de Tweede Wereldoorlog, opende Bloomingdale's zijn eerste winkel buiten Manhattan in New Rochelle, een buitenwijk van New York, door de overname van Ware's Department Store. Nadat men tot de conclusie was gekomen dat een op maat gemaakte indeling bij het bestaande gebouw beter was dan het toepassen van een beproefde indeling van de winkel, opende het bedrijf in 1949 zijn eerste op maat gemaakte winkel in de wijk Fresh Meadows in het stadsdeel Queens, aan de overkant van de East River. Meer dan 25.000 mensen bezochten de eerste dag van de opening.

#### 1960-1975
In de jaren 1960 ging Bloomingdale's het assortiment aanpassen en begon het bedrijf haute couture uit Parijs en woonaccessoires uit Italië te verkopen. In 1969 opende het merk ook zijn eerste designershop voor de ontwerpen van Halston. Later dat jaar werd dit al snel gevolgd door een speciale Polo Ralph Lauren-boetiek in de herenwinkel. Begin jaren zeventig begon Bloomingdale's avant-garde Europees design te omarmen en nadat de Verenigde Naties in 1971 China erkenden, werd het de eerste Amerikaanse winkelketen die producten uit het communistische China verkocht. Het iconische ronde logo werd voor het eerst geïntroduceerd in 1972, een jaar later gevolgd door de "Big Brown Bag" en "Little Brown Bag", die alle drie nog steeds in gebruik zijn. Bloomingdale's bleef gedurende de jaren 1970 floreren, ondanks de onrust die New York destijds kende. Dit was deels te wijten aan de voortdurende uitbreidingen in de voorsteden. Het grootste filiaal werd in 1975 geopend in White Plains, New York, met een vloeroppervlak van 24.150 m². Kort daarna sloot Bloomingdale's zijn oorspronkelijke, maar veel kleinere filiaal in New Rochelle.

#### Uitbreiding buiten de agglomeratie New York
In 1976 opende Bloomingdale's haar eerste winkel buiten New York in Tysons, een voorstad van Washington, DC in Noord-Virginia. De toenmalige first lady, Betty Ford, was bij de opening aanwezig als eregast. 
In 1981 opende Bloomingdale's een vestiging in de King of Prussia Mall in de buitenwijken van Philadelphia, destijds het grootste winkelcentrum ter wereld. Er werden ook andere nieuwe winkels geopend, langs de oostkust, in Florida, Chicago en in Dallas. In 1988 deed de Canadese vastgoedontwikkelaar Robert Campeau met zijn Campeau Corporation een vijandige overnamepoging op het bedrijf, waarbij hij het met succes voor $ 6,6 miljard verwierf. Het was destijds de grootste fusie tussen twee niet-oliebedrijven ooit.

#### Jaren 1990: economische uitdagingen
Bloomingdale's kampte begin jaren 1990 met aanhoudende economische uitdagingen, wat leidde tot de sluiting van de vestigingen in Dallas, Fresh Meadows en Stamford (Connecticut). In 1994 nam Federated Department Stores de gehele Macy's-keten over, die al twee jaar bankroet was. In 1996 breidde Bloomingdale's zich uit naar de Amerikaanse westkust, waarbij vier voormalige warenhuizen van The Broadway, die het had verworven bij de fusie met Macy's, in Zuid-Californië in één dag werden omgebouwd tot Bloomingdale's-winkels. Bloomingdale's bleef groeien en de dubbele vestigingen als gevolg van de fusie met Macy's werden gesloten.

### 21e eeuw

#### Jaren 2000

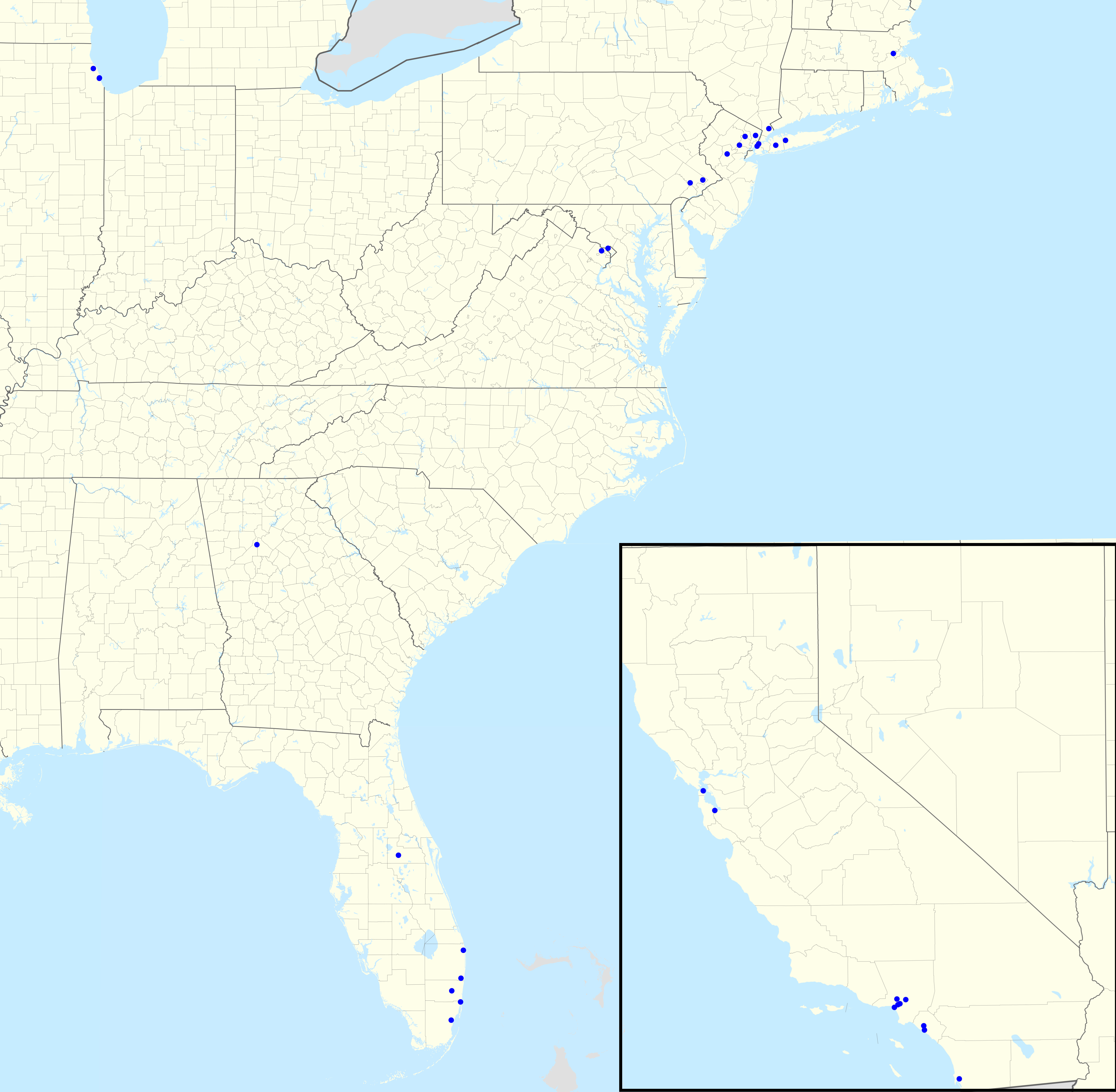
Kaart van de locaties van Bloomingdale's in oktober 2015

In 2004 keerde het bedrijf opnieuw terug naar het centrum van Manhattan en opende een winkel van 7.700 m² in SoHo, met een selectie van het aanbod van de vlaggenschipwinkel.
In 2007 breidde Bloomingdale's uit naar San Diego (Fashion Valley) en Costa Mesa (South Coast Plaza), ter vervanging van de voormalige Robinsons-May-winkels die in 2006 sloten. In beide gevallen omdat er in deze winkelcentra al winkels van Macy's waren gevestigd. In 2006 opende Bloomingdale's zijn grootste winkel, afgezien van het vlaggenschip in Manhattan, op Union Square in San Francisco, met een oppervlakte van 31.000 m².
Op 1 juni 2007 veranderde Federated Department Stores  haar bedrijfsnaam in Macy's, vanwege de grotere naamsbekendheid, maar liet de merknaam Bloomingdale's bestaan. 
Op 14 februari 2008 maakte het moederbedrijf Macy's Inc. plannen bekend om in 2009 de markt in Phoenix te betreden met een winkel van 16.720 m². Arizona zou de dertiende staat zijn geweest met een Bloomingdale's-winkel, waarmee deze winkel de tiende in het westen van de Verenigde Staten en het 41e filiaal van de warenhuisketen zou zijn. Deze winkel is nooit tot stand gekomen vanwege de grote recessie in 2008 en 2009.
In mei 2008 begon Bloomingdale's met het uitfaseren van de Bloomingdale's By Mail-catalogus om de snelgroeiende online aanwezigheid op bloomingdales.com meer te benadrukken. Op 10 september 2008 maakte Macy's plannen bekend om drie nieuwe Bloomingdale's-winkels te openen, waarvan er twee naar het voorbeeld van de winkel in SoHo zouden zijn. Een van de geplande winkels was een drielaags warenhuis van 7.600 m², die als ankerwinkel zou fungeren in The Shops at Georgetown Park in Washington, DC. Dit ging echter niet door wegens het faillissement van het moederbedrijf van het winkelcentrum. De andere twee winkels werden voltooid; een nieuw filiaal van 14.000 m² in het Westfield Valley Fair in San Jose, Californië, en een winkel van 19.000 m² in Santa Monica Place, in Santa Monica, Californië. Deze laatste winkel werd begin 2010 geopend en sloot zijn deuren weer in 2021 wegens tegenvallende resultaten. De opening van de winkel in San Jose werd uitgesteld tot 2020, voornamelijk vanwege de grote recessie.

#### Jaren 2010
In februari 2010 opende Macy's de eerste internationale vestiging van Bloomingdale in Dubai. Net als bij rivaal Saks Fifth Avenue worden de internationale vestigingen middels licenties geëxploiteerd door een lokale onderneming. Bloomingdale's wordt in Dubai geëxploiteerd door de Al Tayer Group LLC, een toonaangevend conglomeraat uit de Verenigde Arabische Emiraten. De CEO van Bloomingdale's kondigde destijds aan dat de winkel in Dubai waarschijnlijk de enige winkel buiten de Verenigde Staten zou zijn. In 2017 werd er echter ook een vestiging in Koeweit geopend.    
Later in 2010 opende het bedrijf zijn eerste outletwinkel in Potomac Mills, gelegen buiten Washington, D.C. 
In 2012 sloot Macy's Inc. vier Bloomingdale's-winkels, het filiaal in de Mall of America in Minneapolis, in Atlanta (Perimeter), Washington DC (White Flint) en Chicago (Oak Brook).
Eind 2019 maakte Macy's bekend dat er vanaf het einde van het fiscale jaar 2020 geen bont meer verkocht zou worden in al haar winkels, waaronder de warenhuizen en outletwinkels van Bloomingdale's.
Als onderdeel van een initiatief om de vlaggenschipwinkel in New York beter te positioneren als een 'winkelbestemming', bedoeld om consumenten te verleiden die voornamelijk online warenhuisartikelen kopen, introduceerde Bloomingdale's in de loop van het decennium nieuwe afdelingen en aanbiedingen, waaronder een filiaal van Magnolia Bakery en een boetiek voor de schoenenlijn SJC Collection van Sarah Jessica Parker. Het was het eerste warenhuis in New York dat deze collectie verkocht. In 2018 en 2019 heeft Bloomingdale's bijna 18.500 vierkante meter van de winkel verbouwd, waarbij de afdelingen denim, cosmetica, schoenen en moderne dameskleding volledig zijn vernieuwd.
In maart 2020 kondigde Macy's, Inc. aan dat het tijdelijk alle vestigingen van Bloomingdale's en Macy's zou sluiten als gevolg van de snel verspreidende COVID-19-pandemie. Het oorspronkelijke plan om eind maart weer open te gaan, ging al snel in rook op vanwege de snelle verspreiding van de pandemie. Datzelfde gold ook voor het voornemen om eind april 2020 weer open te gaan. Zoals bij de meeste fysieke winkels, sloot Macy's uiteindelijk een aantal van zijn winkels voor een jaar of langer. De heropeningsdagen varieerden per locatie. Sommige gingen pas eind 2021 weer open.
Op 9 september 2022 vierde Bloomingdale's haar 150-jarig jubileum in de vlaggenschipwinkel in Manhattan, met een verscheidenheid aan speciale evenementen en unieke merchandise-aanbiedingen tot het einde van 2022.

## Warenhuisfilialen
| Jaar van opening/sluiting | Jaar van opening/sluiting | #   | Straat/gebied/winkelcentrum      | Stad            | Agglomeratie           | Staat of County | Oppervlakte | Type | Bijzonderheden                                                                       |
| ------------------------- | ------------------------- | --- | -------------------------------- | --------------- | ---------------------- | --------------- | ----------- | ---- | ------------------------------------------------------------------------------------ |
| 1886                      | open                      | 1   | 59th Street                      | New York        | New York               | New York        | 79.000 m²   | L    |                                                                                      |
| 1947                      | 1977                      |     | 554 Main Street                  | New Rochelle    | New York               | New York        | 10.200 m²   |      |                                                                                      |
| 1949                      | 1991                      |     | Fresh Meadows                    | Queens          | New York               | New York        | 13.850 m²   |      |                                                                                      |
| 1959                      | open                      | 5   | Shops at Riverside               | Hackensack      | New York               | New Jersey      | 27.100 m²   | O    |                                                                                      |
| 1967                      | open                      | 6   | Short Hills                      | Short Hills     | New York               | New Jersey      | 22.850 m²   | GL   |                                                                                      |
| 1971                      | 1982                      |     | Manhasset furniture store        | Manhasset, L.I. | New York               | New York        | 8.400 m²    |      |                                                                                      |
| 1971                      | 1982                      |     | Eastchester furniture store      | Eastchester     | New York               | New York        |             |      | Gesloten na opening van nabijgelegen winkel in White Plains                          |
| 1973                      | open                      | 11  | Mall at Chestnut Hill Home/Men's | Chestnut Hill   | Boston                 | Massachusetts   | 11.500 m²   | O    |                                                                                      |
| 1975                      | open                      | 12  | White Plains                     | White Plains    | New York               | New York        | 27.500 m²   | O    |                                                                                      |
| 1976                      | open                      | 14  | Tysons Corner Center             | McLean          | Virginia               | Washington D.C. | 24.900 m²   | L    |                                                                                      |
| 1981                      | open                      | 16  | King of Prussia                  | King of Prussia | Philadelphia           | Pennsylvania    | 23.200 m²   | O    |                                                                                      |
| 1982                      | open                      | 17  | Willow Grove Park                | Willow Grove    | Philadelphia           | Pennsylvania    |             | O    |                                                                                      |
| 1983                      | 1990                      |     | Valley View Center               | Dallas          | Dallas–Fort Worth      | Texas           |             |      |                                                                                      |
| 1986                      | open                      | 2   | Town Center at Boca Raton        | Boca Raton      | Miami-FtL-WPB          | Florida         |             | O    |                                                                                      |
| 1988                      | open                      | 8   | North Michigan Ave.              | Chicago         | Chicago                | Illinois        |             | L    |                                                                                      |
| 1990                      | open                      | 24  | Stamford Town Center             | Stamford        | New York               | Connecticut     |             | L    |                                                                                      |
| 1995                      | open                      | 27  | Roosevelt Field                  | Garden City     | New York               | New York        |             | L    |                                                                                      |
| 1996                      | open                      | 28  | Century City                     | Los Angeles     | Los Angeles            | Californië      |             | L    |                                                                                      |
| 1996                      | open                      | 30  | Fashion Island                   | Newport Beach   | Los Angeles            | Californië      |             | GL   |                                                                                      |
| 1996                      | open                      | 30  | Fashion Island Home              | Newport Beach   | Los Angeles            | Californië      |             | L    |                                                                                      |
| 1996                      | open                      | 29  | Sherman Oaks                     | Sherman Oaks    | Los Angeles            | Californië      |             | O    |                                                                                      |
| 1997                      | open                      | 3   | Aventura Mall                    | Aventura        | Miami-FtL-WPB          | Florida         |             | GL   |                                                                                      |
| 1997                      | open                      | 32  | Beverly Center                   | Los Angeles     | Los Angeles            | Californië      |             | L    |                                                                                      |
| 1998                      | open                      | 4   | Walt Whitman Mall                | Huntington      | New York               | New York        |             | L    |                                                                                      |
| 2002                      | open                      | 24  | Bridgewater Commons              | Bridgewater     | New York               | New Jersey      |             | L    |                                                                                      |
| 2002                      | open                      | 20  | Mall at Millenia                 | Orlando         | Orlando                | Florida         |             | O    |                                                                                      |
| 2002                      | open                      | 37  | Willowbrook                      | Wayne           | New York               | New Jersey      |             | O    |                                                                                      |
| 2002                      | 2013                      |     | Fashion Show Mall Home Store     | Las Vegas       | Las Vegas              | Nevada          | 9.200 m²    |      |                                                                                      |
| 2003                      | open                      | 55  | Lenox Square                     | Atlanta         | Atlanta                | Georgia         |             | L    |                                                                                      |
| 2003                      | 2020                      |     | Medinah Temple                   | Chicago         | Chicago                | Illinois        | 12.100 m²   |      | Woonwinkel                                                                           |
| 2004                      | open                      | 53  | Soho                             | New York        | New York               | New York        |             | L    |                                                                                      |
| 2006                      | open                      | 61  | Fashion Valley                   | San Diego       | San Diego–Tijuana      | Californië      |             | GL   |                                                                                      |
| 2006                      | open                      | 11  | Mall at Chestnut Hill Women's    | Chestnut Hill   | Boston                 | Massachusetts   |             | O    |                                                                                      |
| 2006                      | open                      | 22  | San Francisco Centre             | San Francisco   | San Francisco Bay Area | Californië      |             | O    |                                                                                      |
| 2007                      | open                      | 62  | South Coast Plaza                | Costa Mesa      | Los Angeles            | Californië      |             | O    |                                                                                      |
| 2007                      | open                      | 34  | Wisconsin Place                  | Chevy Chase     | Washington D.C.        | Maryland        |             | O    |                                                                                      |
| 2010                      | 2021                      |     | Santa Monica Place               | Santa Monica    | Los Angeles            | Californië      |             |      |                                                                                      |
| 2010                      | open                      | n/a | Dubai Mall                       | Dubai           | Dubai                  |                 | 13.600 m²   | F    | Hoofdwinkel                                                                          |
| 2010                      | open                      | n/a | Dubai Mall                       | Dubai           | Dubai                  |                 | 5.000 m²    | F    | Woonwinkel                                                                           |
| 2013                      | open                      | 60  | Glendale Galleria                | Glendale        | Los Angeles            | Californië      | 10.400 m²   | L    |                                                                                      |
| 2014                      | open                      | 31  | Stanford Shopping Center         | Palo Alto       | San Francisco Bay Area | Californië      |             | GL   |                                                                                      |
| 2015                      | open                      | 58  | Ala Moana Center                 | Honolulu        | Honolulu               | Hawaï           |             | L    |                                                                                      |
| 2017                      | open                      | n/a | 360 Mall                         | Al Zahra        | Kuwait.                |                 | 8.600 m²    | F    |                                                                                      |
| 2019                      | open                      | 46  | SoNo Collection                  | Norwalk         | New York               | Connecticut     | 14.200 m²   | L    |                                                                                      |
| 2020                      | open                      | 50  | Samanea Mall                     | Westbury        | New York               | New York        |             | L    |                                                                                      |
| 2020                      | open                      | 57  | Valley Fair                      | San Jose        | San Francisco Bay Area | Californië      |             | O    |                                                                                      |
|                           | 1990                      |     | Stamford                         | Stamford        | New York               | Connecticut     | 20.900 m²   |      |                                                                                      |
| 1992                      | 2012                      |     | Mall of America                  | Bloomington     | Minneapolis–St. Paul   | Minnesota       |             | L    | Op januari 2012 kondigde Macy's dat deze vier Bloomingdale's filialen zouden sluiten |
| 2003                      | 2012                      |     | Oakbrook Center Home Store       | Oak Brook       | Chicago                | Illinois        |             |      | Op januari 2012 kondigde Macy's dat deze vier Bloomingdale's filialen zouden sluiten |
| 1977                      | 2012                      |     | White Flint Mall                 | North Bethesda  | Washington D.C.        | Maryland        |             | O    | Op januari 2012 kondigde Macy's dat deze vier Bloomingdale's filialen zouden sluiten |
| 2003                      | 2012                      |     | Perimeter Mall                   | Dunwoody        | Atlanta                | Georgia         |             |      | Op januari 2012 kondigde Macy's dat deze vier Bloomingdale's filialen zouden sluiten |

Verklaring van winkeltype:
- F = Franchise van Al Tayer Insignia, gevestigd in Dubai
- GL = Ground Lease - Winkelpanden waarbij Macy's betrokken was bij de bouw van het gebouw op gehuurde grond. Macy's Inc. heeft doorgaans alle eigendomsrechten op deze panden gedurende de looptijd van het huurcontract.
- L = Geleased - Geeft winkelpanden aan waarbij Macy's Inc. het gebouw en de grond huurt.
- O = Owned - Geeft winkelpanden aan waarbij Macy's Inc. eigenaar is van het gebouw en de grond. Kan ook een kleine hoeveelheid gehuurde ruimte omvatten, zoals extra ruimte, kiosk of klein winkelvastgoed.

## Galerij

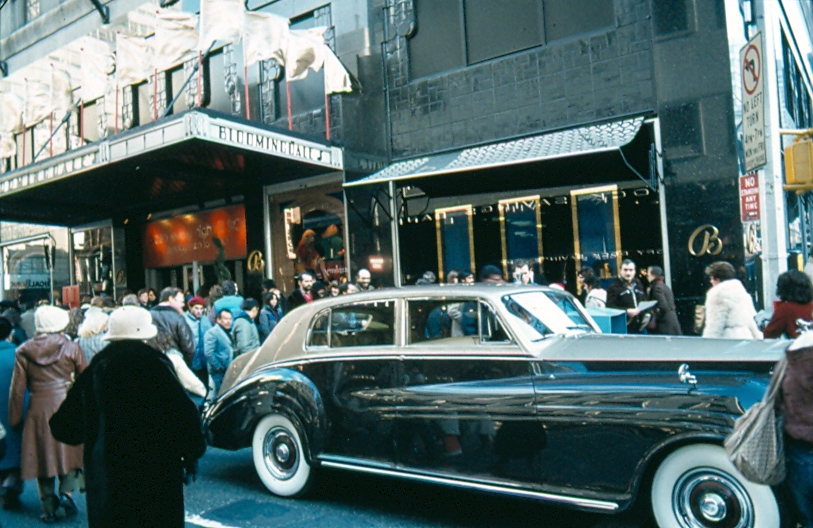
Close-up van de ingang van de vlaggensachipwinkel (1981)
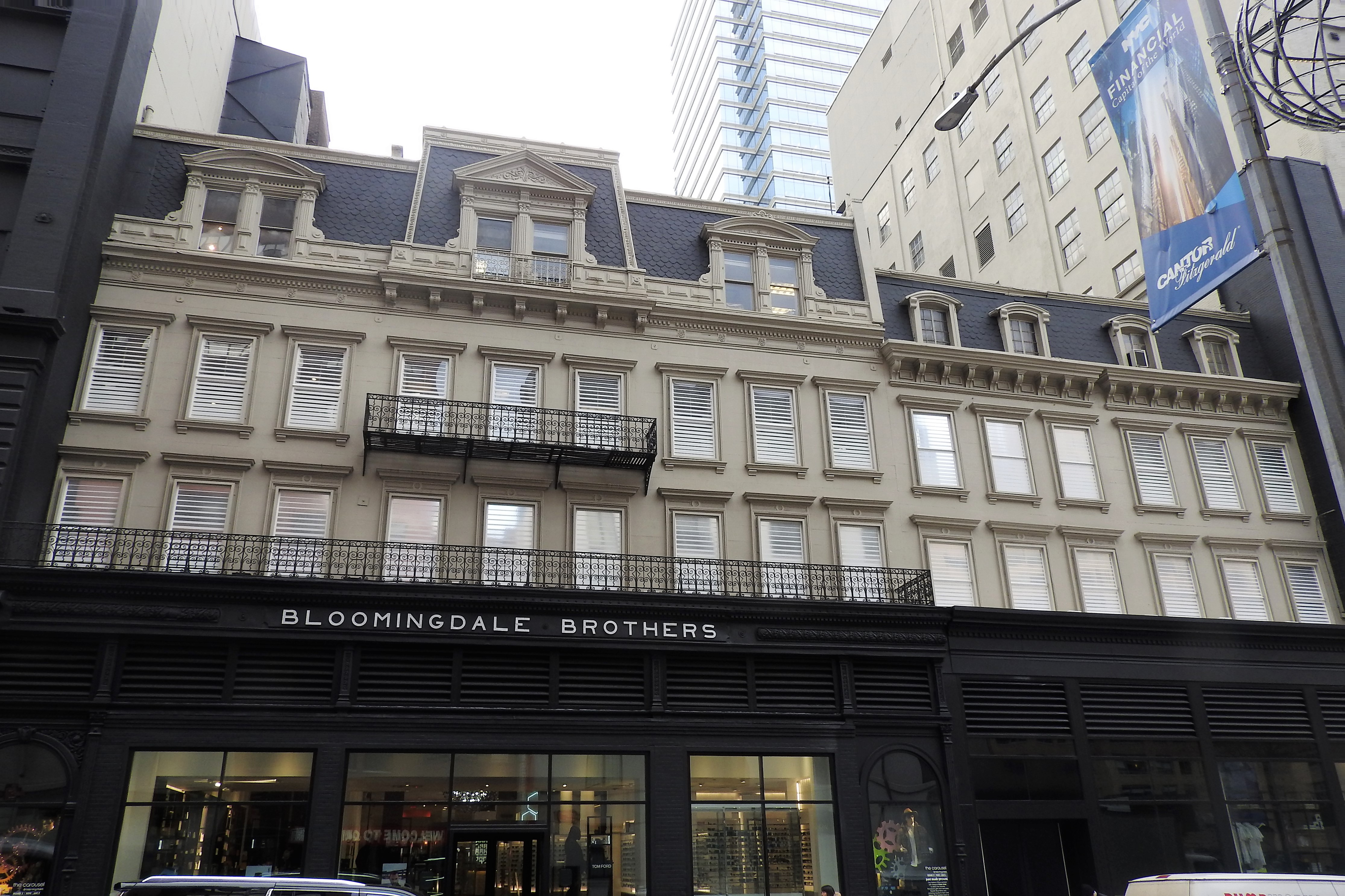
Ingang East 60th Street, vlaggenschipwinkel inNew York
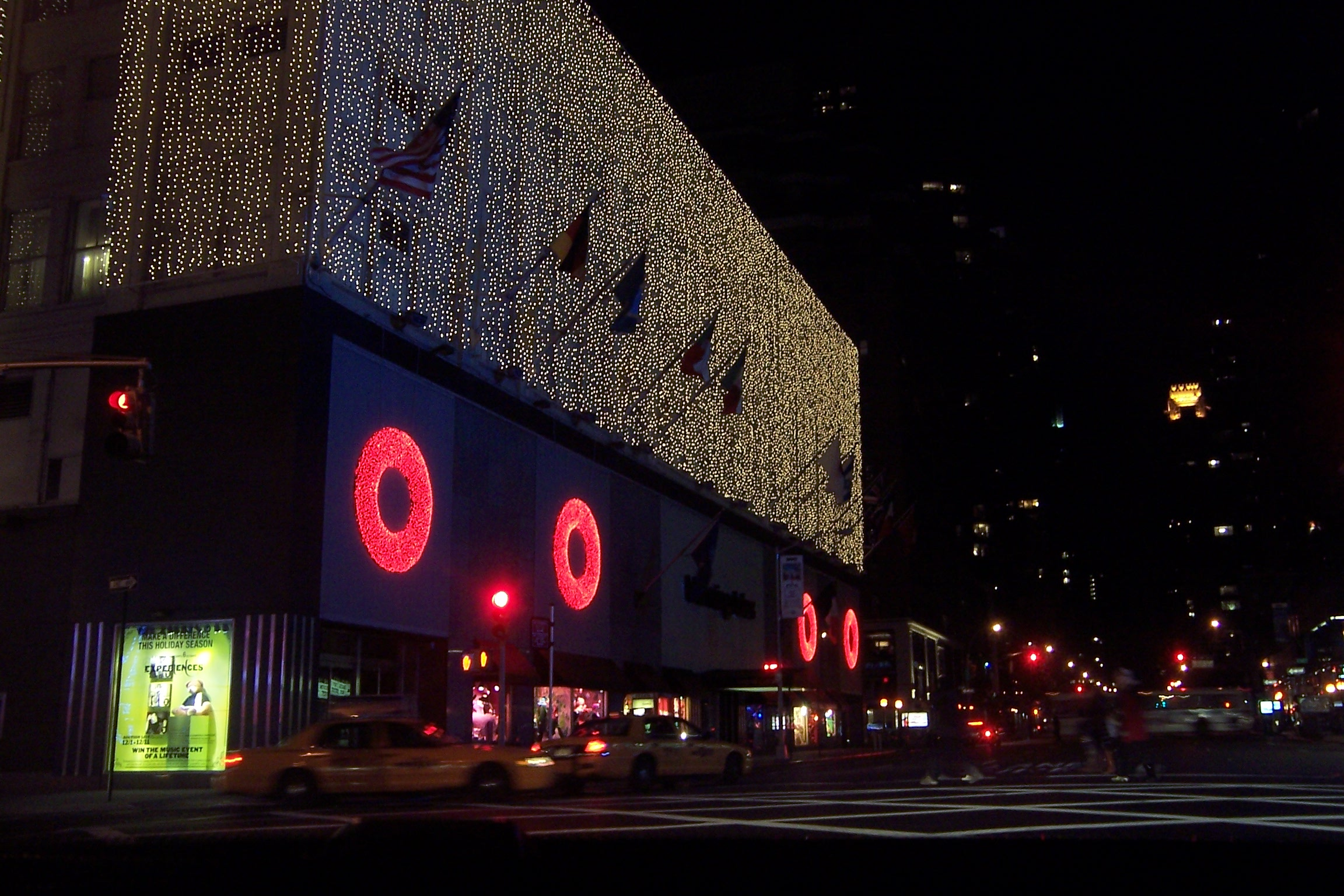
Vlaggenschipwinkel tijdens de kerstperiode 's avonds
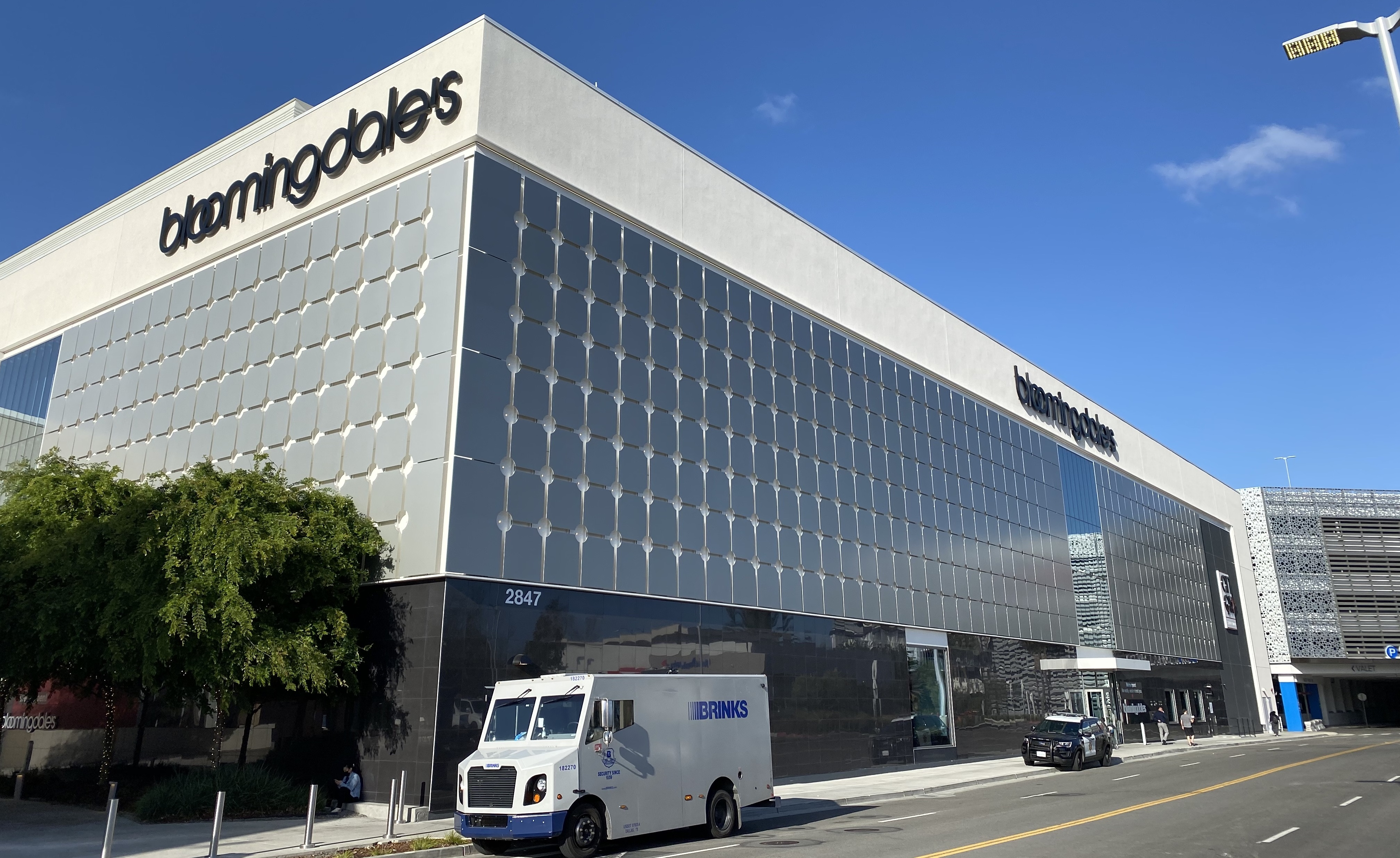
Westfield Valley Fair in San José
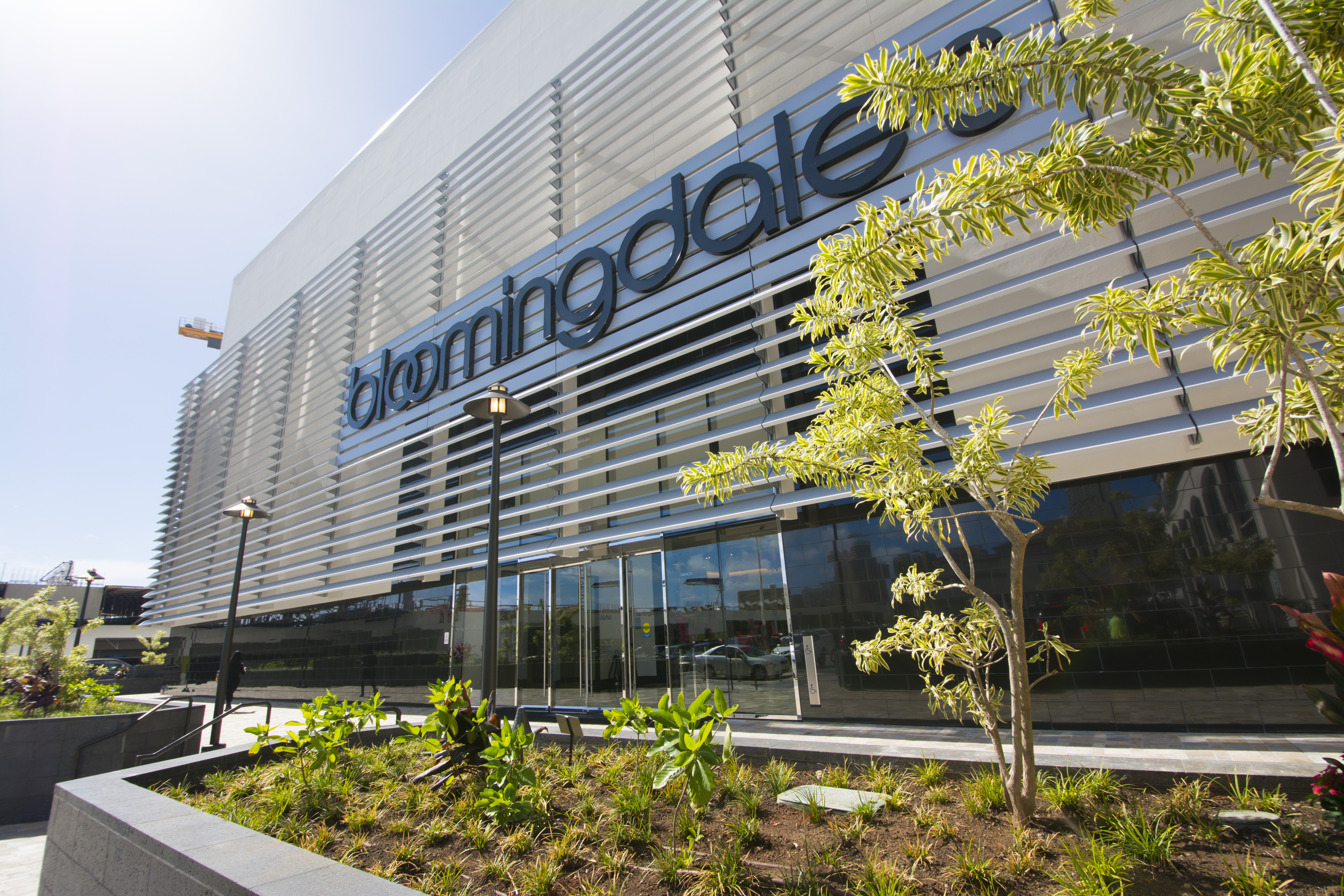
Ala Moana Center inHonolulu
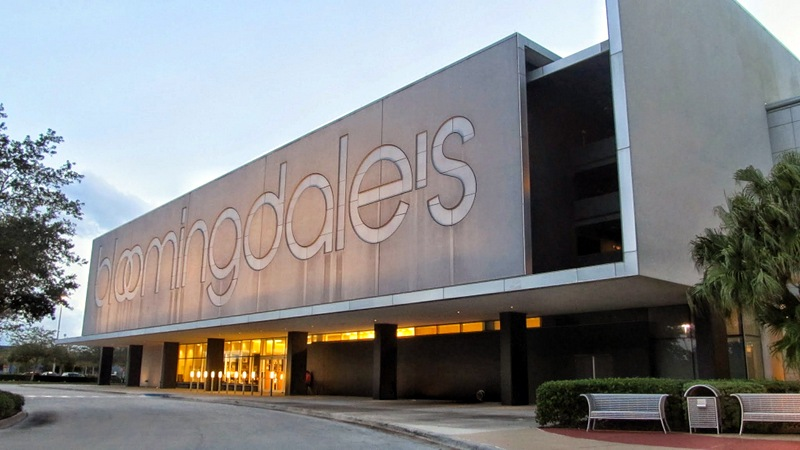
The Mall at Millenia inOrlando, Florida
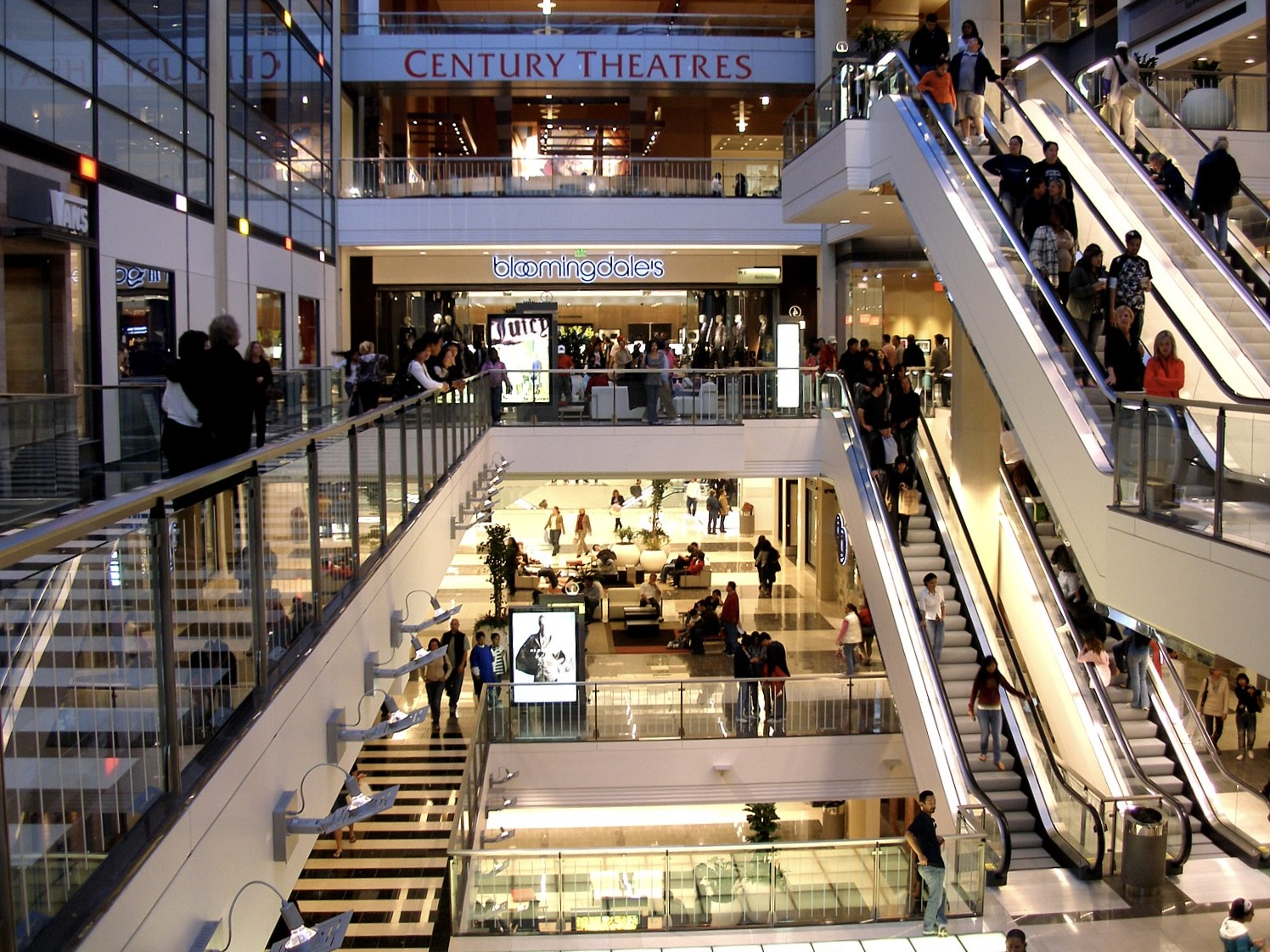
Centrum van San Francisco
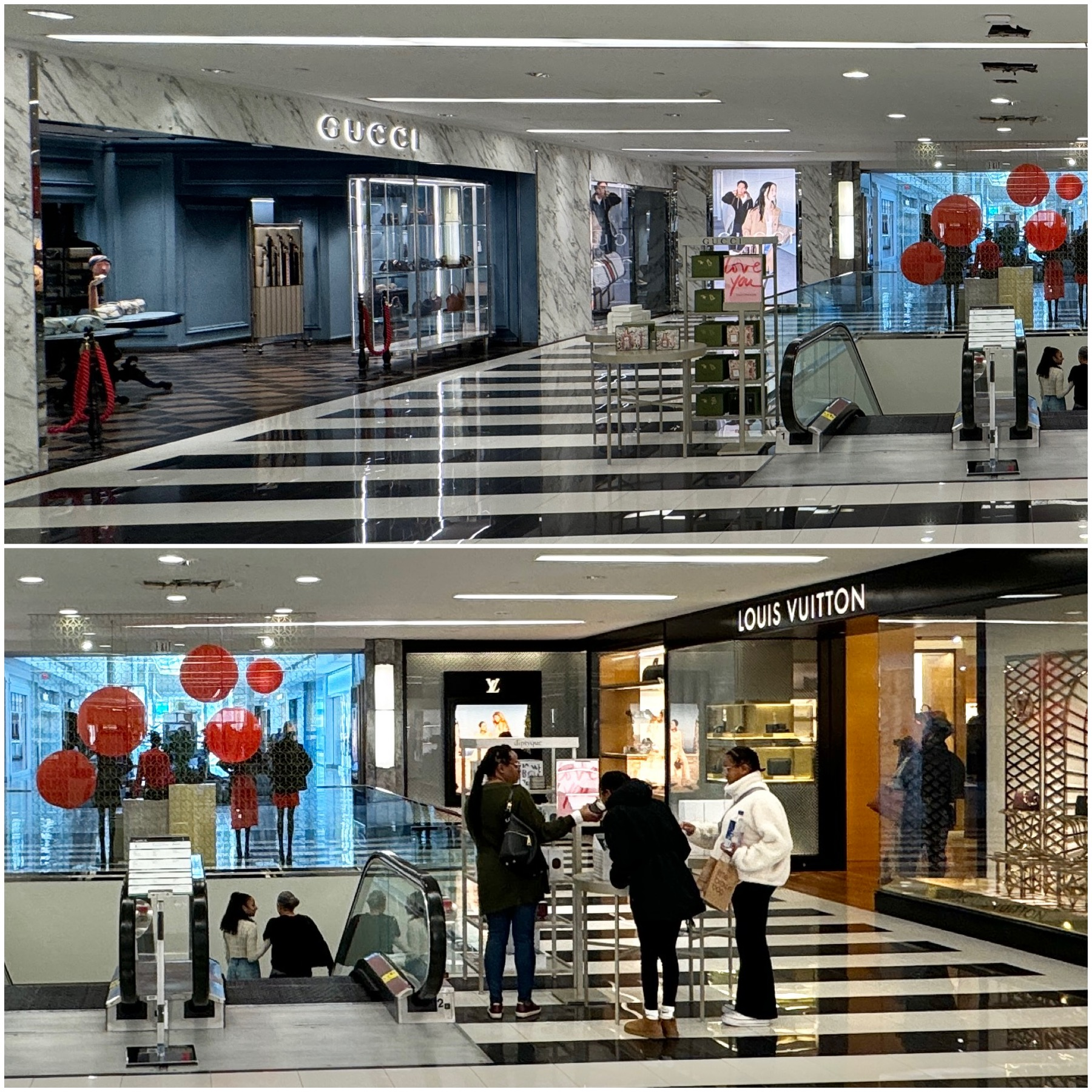
Shop-in-shop bij Tysons in Washington D.C.
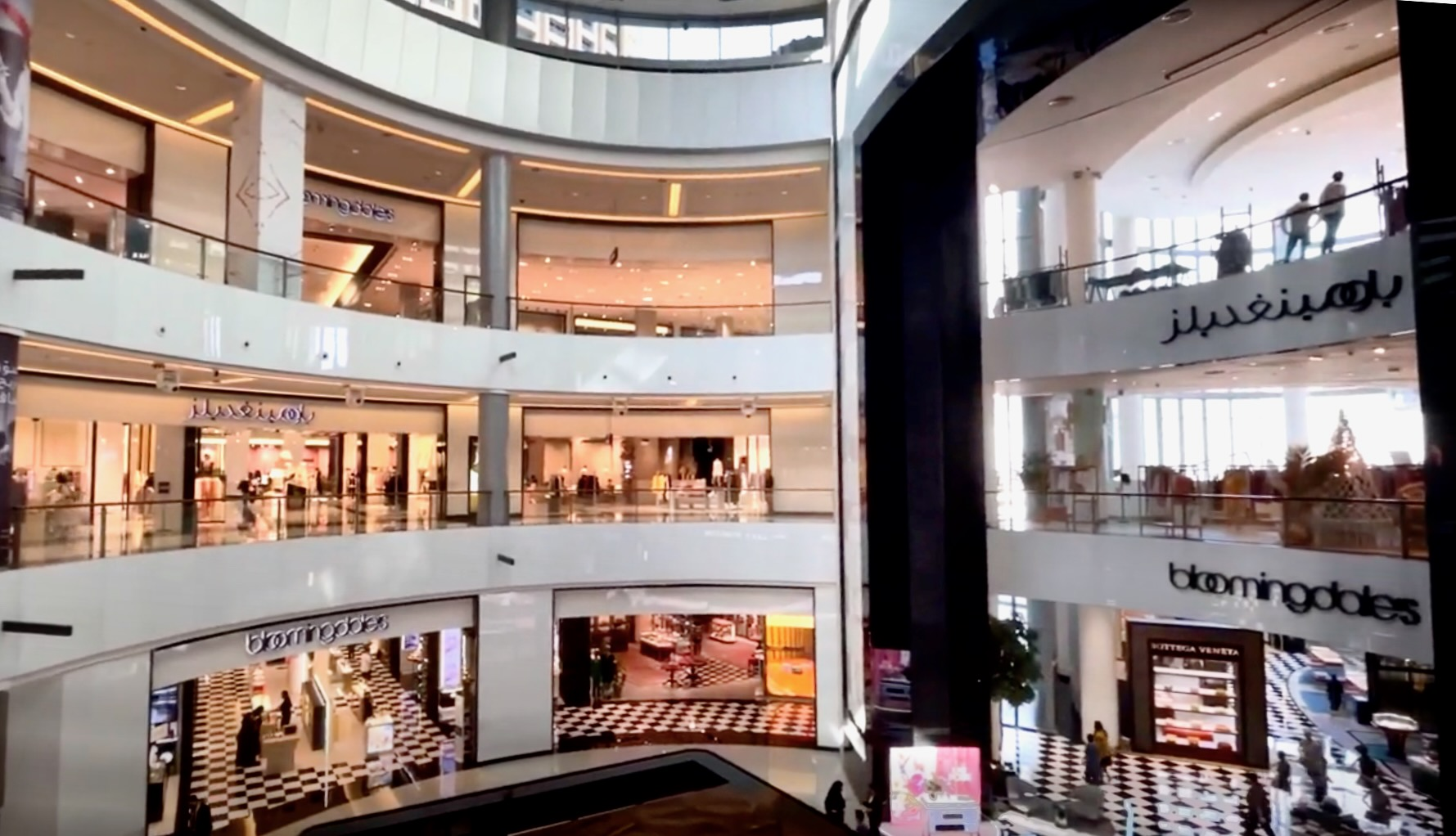
Dubai Mall, V.A.E.
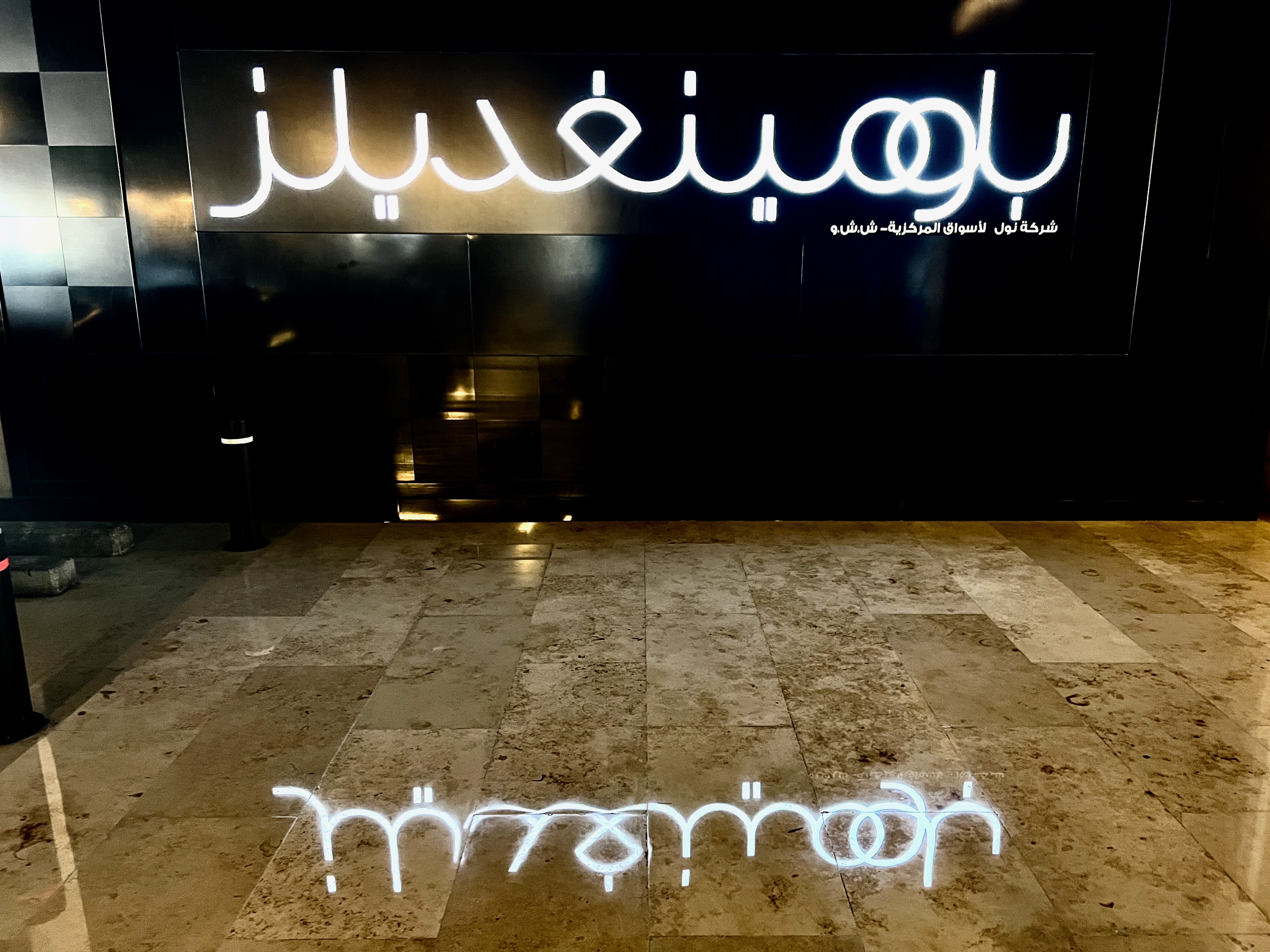
Bloomingdale's  in het Arabisch,360 Mall,Koeweit